# Norman Kirk
Norman Kirk (ur. 6 stycznia 1923 w Waimate, zm. 31 sierpnia 1974 w Wellington) – nowozelandzki polityk, w latach 1972–1974 premier Nowej Zelandii.
Pochodził z robotniczej rodziny. Jako dziecko lubił czytać, ale nie przekładało się to na dobre wyniki w nauce. Przestał chodzić do szkoły jeszcze przed swoimi trzynastymi urodzinami, a następnie imał się różnych zajęć, był m.in. pomocnikiem cieśli oraz kolejarzem. W 1941 został powołany do wojska, jednak ostatecznie nie trafił do służby z powodu złego stanu zdrowia. W 1943 zapisał się do Partii Pracy. W 1951 został jej liderem w miasteczku Hurunui, gdzie wówczas mieszkał, a dwa lata później wybrano go na burmistrza tej miejscowości.
W 1957 – za drugim podejściem – dostał się do Izby Reprezentantów. W 1963 został wiceprzewodniczącym Partii Pracy, a rok później jej przewodniczącym (co jednak nie oznaczało przywództwa, a raczej funkcję porównywalną do sekretarzy generalnych ugrupowań europejskich). W 1965 pokonał Arnolda Nordmeyera w wyborach na lidera partii. Przez kolejnych siedem lat był równocześnie liderem opozycji. W 1972 partia pod jego wodzą wygrała wybory, a jemu samemu przypadło w udziale sformowanie gabinetu.
Jako premier Kirk został zapamiętany przede wszystkim ze swojej wyjątkowo aktywnej polityki zagranicznej. Wspólnie z władzami Australii wszedł w ostry spór z Francją wokół przeprowadzanych przez to ostatnie państwo próbnych eksplozji jądrowych na terenie leżącego na Pacyfiku atolu Mururoa. Oba państwa złożyły wspólnie pozew przeciw Francji do Międzynarodowego Trybunału Sprawiedliwości. Kirk wysłał także na teren atolu dwa nowozelandzkie okręty wojenne, co miało stanowić symboliczny protest przeciw testom jądrowym. Zablokował udział nowozelandzkich rugbistów w zawodach w Południowej Afryce (choć wcześniej np. premier Walter Nash stanowczo odmawiał podjęcia takiej decyzji), a także krytykował USA, m.in. za ich poparcie dla zamachu stanu w Chile w 1973 (przemawiał w tej sprawie na forum ONZ). W 1973 jego rząd zaproponował (a parlament to zaakceptował) ustanowienie święta państwowego obchodzonego 6 lutego – w rocznicę podpisania traktatu z Waitangi, uważanego za najważniejszy dokument założycielski Nowej Zelandii.
Był znany ze swojego bardzo intensywnego trybu życia, za co płacił pogarszającym się zdrowiem. W 1973 po raz pierwszy zdiagnozowano u niego poważne problemy z sercem, szybko wrócił jednak do pracy i odmówił zmniejszenia swoich obciążeń. W sierpniu 1974 jego stan pogorszył się na tyle, że niezbędna była hospitalizacja. Zmarł po trzech dniach w szpitalu, w wieku 51 lat. Urządzono mu pogrzeb z najwyższymi honorami państwowymi, a następnie pochowano w Waimate, gdzie się urodził.